# فهرست سیاهپوستان آمریکایی
فهرست الفبایی نام چهره‌های مشهور آمریکائیان آفریقایی‌تبار:
- او. جی. سیمپسون (ستاره فوتبال آمریکایی)
- اپراه وینفری (مجری و برنامه‌ساز تلویزیون)
- ادی مورفی (هنرپیشه)
- اسپایک لی (فیلمساز)
- استیو هاروی (کمدین، مجری تلویزیون، نویسنده)
- استیوی واندر (خواننده)
- استیوی واندر (نوازنده)
- اسنوپ داگ خواننده رپ
- ام‌سی همر (خواننده رپ)
- آیس کیوب (خواننده رپ، هنرپیشه)
- باراک اوباما (رییس جمهور)
- بی.بی. کینگ (خواننده سبک بلوز)
- بیانسه نولس (خواننده و هنرپیشه)
- بیل کازبی (هنرپیشه، کمدین)
- تایگر وودز (گلف‌باز)
- توپاک شکور (خواننده رپ، هنرپیشه)
- تینا ترنر (خواننده، هنرپیشه)
- جان لی هوکر (خواننده سبک بلوز)
- جنت جکسون (خواننده)
- جیمی هندریکس (خواننده راک‌اندرول)
- چارلی پارکر (موسیقیدان جاز)
- خالد عبدالمحمد (رهبر سازمان آمریکایی ملت اسلام)
- دنزل واشنگتن (هنرپیشه)
- دوک الینگتون (خواننده و آهنگساز جاز)
- رونی کلمن (قهرمان پرورش اندام)
- ساموئل ال جکسون (هنرپیشه، تهیه کننده)
- سیدنی پوآتیه (هنرپیشه)
- عالیه (Aaliyah) (خواننده، هنرپیشه)
- فیفتی سنت (خواننده رپ )
- کالین پاول (وزیر امور خارجه)
- کاندالیزا رایس (وزیر امور خارجه)
- کوئین لطیفه (هنرپیشه و خواننده رپ)
- کوین هارت (کمدین، هنرپیشه، تهيه كننده)
- لنی کراویتز (خواننده)
- لویی فَرَّخان (از رهبران سازمان آمریکایی ملت اسلام)
- مارتین لوتر کینگ جونیور (از فعالان حقوق شهروندی)
- مایک تایسون (مشتزن)
- مایکل جردن (بسکتبالیست)
- مایکل جکسون (خواننده)
- محمدعلی کلی (مشتزن)
- ملکوم ایکس (نام دیگر: الحاج مالک الشباز) (از فعالان حقوق شهروندی)
- مرگان فریمن (هنرپیشه، کارگردان، صداپیشه)
- مرضیه هاشمی (مستندساز و مجری پرس تی وی)
- نینا سیمون (خواننده)
- وزلی اسنایپس (هنرپیشه)
- ویتنی هیوستون (خواننده، هنرپیشه)
- ویز خلیفا (خواننده رپ)
- ویل اسمیت (هنرپیشه)
- آشر  (خواننده)